# British Comedy Awards 1996
La VII edizione dei British Comedy Awards si tenne nel 1996 e venne presentata da Jonathan Ross.

## Vincitori
- Miglior commedia televisiva esordiente - Sbirri da sballo
- Miglior attore in una commedia televisiva - Dermot Morgan
- Miglior attrice in una commedia televisiva - Pauline McLynn
- Miglior debutto in una commedia televisiva - James Dreyfus
- Miglior personalità in una commedia televisiva - Vic Reeves e Bob Mortimer
- Miglior performer maschile in una commedia - Paul Whitehouse
- Miglior performer femminile in una commedia - Caroline Aherne
- Miglior serie-commedia - The Fast Show
- Miglior commedia drammatica - Outside Edge
- Miglior film commedia - Babe - Maialino coraggioso
- Miglior sitcom della ITV - The 10 Percenters
- Miglior sitcom della BBC - One Foot In The Grave
- Miglior presentatore ITV - Cilla Black
- Miglior presentatore BBC1 - Ruby Wax
- Miglior presentatore BBC2/C4 - Chris Evans
- Miglior commedia per bambini - Woof!
- Migliore serie di intrattenimento - TFI Friday
- Miglior commedia radiofonica - People Like Us
- Miglior esibizione live - Eddie Izzard
- Premio WGGB per il miglior commediografo - Johnny Speight
- Premio alla carriera - Dave Allen